# بيت العائدي (السدة)

تعديل مصدري - تعديل

بيت العائدي هي إحدى قرى عزلة جبل حجاج بمديرية السدة التابعة لمحافظة إب، بلغ تعداد سكانها 310 نسمة حسب تعداد اليمن لعام 2004.